# Luciano Ciancola
Luciano Ciancola (Roma, 22 ottobre 1929 – Ardea, 25 luglio 2011) è stato un ciclista su strada italiano.

## Palmarès
- 1950 (dilettanti)

Giro di Campania
- 1952 (dilettanti)

Coppa Caivano
Gran Premio Città di Camaiore
Coppa Baratta
Milano-Bologna
- 1953 (Arbos, una vittoria)

2ª tappa, 1ª semitappa Tour of Britain (Great Yarmouth > Peterborough)
- 1954 (Legnano, due vittorie)

Trofeo Fenaroli
Campionati italiani, In linea Indipendenti
- 1955 (Arbos, una vittoria)

Circuito delle Case Bruciate
- 1956 (Carpano, una vittoria)

3ª tappa Giro di Sicilia (Catania > Ragusa)
- 1960 (Ignis, una vittoria)

5ª tappa Giro di Sicilia (Sciacca > Trapani)

## Piazzamenti

### Grandi Giri
- Giro d'Italia

1953: ritirato
1954: 61º
1955: 82º
1960: 92º

### Classiche monumento
- Milano-Sanremo

1953: 18º
1954: 13º
1956: 65º
1958: 122º
- Liegi-Bastogne-Liegi

1955: 15º
- Giro di Lombardia

1954: 31º
1955: 68º

### Competizioni mondiali
- Campionati del mondo

Varese 1951 - In linea Dilettanti: 12º
Lussemburgo 1952 - In linea Dilettanti: vincitore